# NoFap
NoFap é um site e fórum da comunidade que serve como um grupo de apoio para aqueles que desejam abandonar a pornografia e a masturbação. Seu nome deriva do termo gíria fap, que se refere à masturbação masculina.  As razões para essa prevenção variam de acordo com o indivíduo, e podem ser religiosas e morais, relativas a autoaperfeiçoamento e a crenças físicas que não são comprovadas pela medicina convencional. As opiniões e os esforços do grupo para combater o vício em pornografia foram criticados como simplistas, desatualizados e incorretos por neurocientistas, psicólogos e outros profissionais médicos.

## Fundação
O NoFap foi fundado em junho de 2011 pelo desenvolvedor da web de Pittsburgh, Alexander Rhodes, após ler um tópico no Reddit sobre um estudo chinês de 2003  que constatou que homens que se abstêm de se masturbar por sete dias experimentam um aumento de 145,7% nos níveis de testosterona no sétimo dia. Isso chegou à primeira página de um fórum popular no Reddit.  O site afirma que alguns participantes do NoFap pretendem "... melhorar seus relacionamentos interpessoais", fazer um "desafio de força de vontade - tomar o controle de sua sexualidade e transformá-la em superpotências", mas sempre com o objetivo de poder abster-se do PMO (pornografia / masturbação / orgasmo). " Embora o site seja mais comumente associado a homens que buscam parar de pornografia e reduzir a masturbação, há uma minoria de mulheres que também são usuários do site, apelidadas de "Femstronautas"; Rhodes estimou que cinco por cento dos participantes são mulheres.
A expressão "fap" é uma gíria onomatopeica da Internet para masturbação masculina, que apareceu pela primeira vez nos quadrinhos da web Sexy Losers de 1999 para indicar o som de um personagem masculino se masturbando.
Alexander Rhodes aparece no documentário escrito e dirigido por Nicholas Tana chamado Sticky: A (Self) Love Story, no qual ele discute suas descobertas e opiniões sobre masturbação. Depois disso, o Rhodes criou o NoFap como uma comunidade de fórum "subreddit" no Reddit. O esforço às vezes é chamado de fapstinência.

### NoFap.com
Os usuários do subreddit do NoFap mais do que triplicaram em dois anos, levando o Rhodes a criar um fórum fora do Reddit no NoFap.com e iniciar outros planos para melhor servir as facções de rápido crescimento do site no Brasil, Alemanha e China. O NoFap.com é um site no estilo de fórum, onde indivíduos que se comprometeram a se abster de pornografia e / ou masturbação por um período de tempo podem falar sobre suas experiências e se envolver em desafios para ajudá-los a se recuperar. NoFap.com é o site irmão da comunidade NoFap hospedada no Reddit. NoFap.com vende "associações premium" e "mercadoria da loja".

## Filiação
Um estudo de 2020 relata que "praticamente todos os seguidores do NoFap (99%) são do sexo masculino". Os membros do NoFap variam de ateus, como o fundador Rhodes, a cristãos fundamentalistas. As mulheres também fazem parte do NoFap, embora a comunidade às vezes seja vista como parte da androsfera. Os usuários do site se autodenominam "Fapstronauts". Alguns correspondentes apelidaram os membros da comunidade do NoFap de NoFappers fapstinent, ou no-fappers. Alguns viciados em pornografia auto-descritos buscam ajuda no NoFap, enquanto outros ingressam no site para o desafio ou para melhorar suas vidas e relacionamentos interpessoais.

### Crenças
O objetivo esmagador dos membros dos fóruns do NoFap é parar completamente a masturbação, e esse objetivo se deve à sua "percepção de que a masturbação é prejudicial". Depois de se abster de pornografia e masturbação por um período de tempo, alguns dos usuários do NoFap alegam experimentar várias melhorias na saúde física e mental. Alguns usuários do NoFap dizem que seus cérebros foram distorcidos pela pornografia, às custas de relacionamentos reais.
O NoFap hospeda uma ampla variedade de opiniões diferentes sobre saúde sexual e apoia usuários com vários objetivos, desde que tentem melhorar sua saúde sexual. As técnicas NoFap são citadas como um método de auto-aperfeiçoamento por membros da manosfera e por outros como uma maneira de combater os efeitos da " síndrome da aderência à morte ", um problema com a sensibilidade do pênis que alguns homens atribuem a masturbação excessivamente agressiva.

## Recepção
O consenso médico é que não há danos nas práticas normais de masturbação. De acordo com o Manual de diagnóstico e terapia da Merck, "é considerado anormal apenas quando inibe o comportamento orientado ao parceiro, é feito em público ou é suficientemente compulsivo para causar angústia". Nos EUA, a masturbação era uma condição psicológica diagnosticável até o DSM II (1968). A American Medical Association declarou a masturbação normal por consenso em 1972. A masturbação é um comportamento comum e está associado a indicadores de saúde sexual. A masturbação não esgota o corpo de energia ou produz ejaculação precoce. Mais masturbação está associada a níveis mais altos de testosterona e a testosterona aumenta imediatamente com o orgasmo.
Tanto a Associação Americana de Psiquiatria quanto a Organização Mundial da Saúde rejeitaram o "vício em pornografia" como diagnóstico. Estudos científicos contradizem a crença do NoFap de que o uso de pornografia e a disfunção erétil estão causalmente ligados. Os autores introdutórios de livros didáticos de psicologia, Coon, Mitterer e Martini, mencionam de maneira passageira o NoFap e falam da pornografia como um "estímulo sobrenatural", mas usam o modelo de compulsão em vez de dependência.
A terapeuta Paula Hall, do The Huffington Post, foi questionada sobre as reivindicações do NoFap de "benefícios físicos à saúde mencionados, incluindo energia renovada, maior foco, concentração e melhor sono" e respondeu "há poucas evidências médicas para qualquer uma dessas mudanças". O terapeuta Robert Weiss, do The Huffington Post, vê o NoFap como parte de uma reação da tecnologia. O esforço também foi criticado por gerar efeitos colaterais embaraçosos, como ereções prolongadas ou indesejadas nos homens ou um libido excessivo. O psicólogo David J. Ley escreveu: "Não sou contra eles, mas acho que suas ideias são simplistas, ingênuas e promovem uma visão triste, reducionista e distorcida da sexualidade e masculinidade ". Ley critica os apoiadores do NoFap como amadores que usam "dados ruins" e "extrapolações na ciência fraca para argumentar que a pornografia tem um efeito desproporcional no cérebro" e afirmam que o uso da pornografia causa disfunção erétil. Ley afirmou que o site é uma continuação dos movimentos anti-masturbação do passado, como o médico suíço Samuel Tissot, do século 18, afirma que a masturbação era uma doença que "enfraqueceu o espírito masculino" e levou à imoralidade; O médico americano Benjamin Rush, que alegou que a masturbação causava cegueira; e WK Kellogg, que desenvolveu flocos de milho como parte de seus esforços contra a masturbação.
Um estudo de 2020 constatou que, embora o NoFap alegasse ser baseado na ciência, quanto mais os seguidores do NoFap acreditavam que deveriam se abster de se masturbar, mais eles também relataram "menor confiança na ciência". Os psicólogos sociais Taylor e Jackson, que analisaram o conteúdo dos fóruns do NoFap, concluíram em seu estudo que alguns participantes do NoFap não apenas rejeitaram a pornografia, mas também críticas feministas radicais à pornografia. Eles também declararam que os membros do NoFap frequentemente usavam e reimplantavam discursos masculinos hegemônicos familiares (por exemplo, homens como buscadores dominantes de prazer e mulheres como fornecedores "naturais" desse prazer), por sua vez, reproduzindo as expectativas sociais de domínio e submissão sexual de gênero. Uma revisão sistemática de 2020 da mídia sobre pornografia, publicada na revista Social Forces, descreveu "Essas alegações não vêm necessariamente de especialistas científicos. Em vez disso, descobrimos que os artigos de jornal se baseiam em uma variedade de profissionais que não são cientistas "e mencionamos que" Rhodes é citado repetidamente refletindo que ele era 'viciado em pornografia na Internet' e compartilha as consequências pessoais ". Eles concluem que "jornalistas e atores políticos estão extrapolando as descobertas científicas para promover seus mercados de mídia e agendas políticas"... "para codificar estereótipos de gênero e heterossexualidade normativa".
Uma história de Rob Kuznia, do New York Times, expressou preocupação com os supremacistas brancos que promovem a crença de que a pornografia é uma conspiração do judaísmo. Um artigo de 2020 afirmou que o NoFap parece ter sido especificamente alvejado por esses grupos, escrevendo: "a luta pela 'remarculinização' dos homens brancos pela superação da pornografia (vício) tinha que ser antissemita: uma luta contra a 'pornografia judaica' e 'Sujeira judaica', na qual outros atores antipornô atuais, como o NoFap, deveriam se juntar ".
Vários jornalistas criticaram o NoFap.   Alguns deles relatam que os fóruns foram preenchidos com misoginia, afirmando que "existe um lado sombrio no NoFap. Entre as resmas das discussões do Reddit e dos vídeos do YouTube, surge uma retórica fundamentalmente misógina regularmente ", e que" a comunidade NoFap se vinculou a um sexismo e misoginia mais amplos, reduzindo as mulheres a objetos sexuais a serem atingidos ou abstidos e envergonhando sexualmente ". mulheres ativas ". A socióloga Kelsy Burke afirmou que "Rhodes e uma pequena equipe gerenciam o NoFap.com e sua marca em período integral". Ela afirma: "Não há evidências científicas que apoiem a ideia dessas superpotências. No entanto, centenas de milhares de usuários do NoFap insistem que os experimentam. " Ela critica problemas de gênero semelhantes em grupos como NoFap, afirmando: "O científico e o espiritual ficam confusos, à medida que os participantes reforçam os estereótipos de gênero prejudiciais - os de homens hipersexuais e biologicamente vorazes que simplesmente são" conectados de maneira diferente "do que as mulheres. Mulheres cuja sexualidade existe apenas em relação ao desejo masculino... a recuperação do vício em pornografia reproduz as piores lições do pornô em si. "

## Sites semelhantes
Em 2017, um artigo independente chamado "Dentro da Comunidade de Homens que Desistiram da Pornografia" observou que um subreddit alternativo, / r / pornfree, é diferente de 'NoFap', pois os membros se abstêm de pornografia, mas não necessariamente de masturbação. Outro artigo independente, de 2018, descreveu / r / pornfree como menos 'extremo' em comparação com / r / nofap.